# Эсеньюрт
Эсеньюрт (тур. Esenyurt) — район провинции Стамбул (Турция).

## История
Первое сельское поселение в этих местах было основано в начале XIX века. В 1920-1930-х годах сюда переселилось много цыган с Балкан, что обусловило нынешнюю этническую ситуацию. В 1989 году район получил статус муниципалитета, и после этого началось его развитие.